# Everything Falls Apart
Everything Falls Apart es el segundo álbum de la banda de hardcore punk Hüsker Dü, aunque su primer álbum de estudio, ya que su álbum debut, Land Speed Record, es una grabación en directo. Se puso a la venta en enero de 1983 a través de Reflex Records.
El álbum se reeditó en CD en 1993 con el título de Everything Falls Apart and More, con pistas adicionales que incluyen los dos primeros sencillos de la banda, la versión íntegra de "Statues" de más de ocho minutos, y una pista inédita grabada en St. Paul Minnesota llamada "Do You Remember?" (la traducción en inglés de "husker du" del danés y noruego). La reedición también incluye anotaciones en el libreto hechas por Terry Katzman, cofundador de Reflex Records e ingeniero de sonido de la banda desde 1980 a 1983, además de las letras de algunas de las canciones.

## Lista de canciones
Cara A
1. "From the Gut" – 1:36 (Mould/Norton)
2. "Blah Blah Blah" – 2:09 (Mould/Norton)
3. "Punch Drunk" – 0:29 (Mould)
4. "Bricklayer" – 0:31 (Mould)
5. "Afraid of Being Wrong" – 1:21 (Mould)
6. "Sunshine Superman" – 1:56 (Donovan)
7. "Signals From Above" – 1:38 (Mould)

Cara B
1. "Everything Falls Apart" – 2:15 (Mould)
2. "Wheels" – 2:08 (Hart)
3. "Target" – 1:45 (Mould)
4. "Obnoxious" – 0:53 (Mould)
5. "Gravity" – 2:37 (Mould)

### Everything Falls Apart and MoreCD pistas adicionales
1. "In a Free Land" – 2:53 (Mould)
2. "What Do I Want?" – 1:15 (Hart)
3. "M.I.C." – 1:10 (Mould)
4. "Statues" – 8:45 (Hart)
5. "Let's Go Die" – 1:54 (Norton)
6. "Amusement" – 4:57 (Mould)
7. "Do You Remember?" – 1:55 (Mould)

## Personal
- Bob Mould – guitarra, voz
- Greg Norton – bajo, voz
- Grant Hart – batería, voz
- Spot − producción